# Аннуа (Центр — Долина Луары)
Аннуа́ (фр. Annoix) — коммуна во Франции, находится в регионе Центр. Департамент — Шер. Входит в состав кантона Леве. Округ коммуны — Бурж.
Код INSEE коммуны — 18006.

## География
Коммуна расположена приблизительно в 220 км к югу от Парижа, в 115 км юго-восточнее Орлеана, в 18 км к юго-востоку от Буржа.
По территории коммуны протекает река Орон.

## Население
Население коммуны на 2008 год составляло 228 человек.
| 1962 | 1968 | 1975 | 1982 | 1990 | 1999 | 2008 |
| ---- | ---- | ---- | ---- | ---- | ---- | ---- |
| 181  | 189  | 221  | 286  | 282  | 263  | 228  |

## Экономика
В 2007 году среди 169 человек в трудоспособном возрасте (15-64 лет) 109 были экономически активными, 60 — неактивными (показатель активности — 64,5 %, в 1999 году было 68,7 %). Из 109 активных работали 104 человека (50 мужчин и 54 женщины), безработных было 5 (2 мужчин и 3 женщины). Среди 60 неактивных 13 человек были учениками или студентами, 26 — пенсионерами, 21 были неактивными по другим причинам.

## Достопримечательности
- Церковь Сен-Пьер (XII год)
- Замок Гайар
- Руины римского акведука
- Старая водяная мельница

## Города-побратимы
Посада-де-Вальдеон, Испания